# Korporatiwna Targowska Banka
Die Korporatiwna Targowska Banka AD (bulgarisch Корпоративна търговска банка АД) ist eine bulgarische Bank. Seit 2007 ist sie eine Aktiengesellschaft, deren Aktien an der Bulgarischen Wertpapierbörse (bulg. kurz: БФБ) – Sofia gehandelt werden.
Die Bank ist hauptsächlich auf das Firmenbanking ausgerichtet.
Seit 2009 ist sie Mitglied des bulgarischen Netzwerks des globalen Vertrags, der Organisation der Vereinten Nationen und engagiert sich aktiv in der Implementierung seiner Leitsätze.
Gerüchte in elektronischen Medien führten 2014 zu einem Run der Kunden auf die Spareinlagen. Als Ursache wurde laut NZZ ein Streit unter den bulgarischen Oligarchen Deljan Peewski und Zwetan Wassilew vermutet.
Die Corporate Commercial Bank musste am 20. Juni unter den Rettungsschirm der bulgarischen Zentralbank flüchten.
Bulgarische Medien merkten nach einem zweiten Run der drittgrößten Bank in Bulgarien, der Fibank, welcher unmittelbar nach diesem erfolgte, an – bei der Corporate Commercial Bank kamen die Staatssicherheitsbehörde Dans und die Staatsanwaltschaft der Bank nicht zu Hilfe; vielmehr werden Meldungen von, dem Oligarchen und Abgeordneten Peewski, nahestehenden elektronischen Medien und reichweitenstarken Druckausgaben über eine – nicht durchgeführte – Durchsuchung von Büros der Bank dafür verantwortlich gemacht.
Am 10. Juli 2014 wurde gemeldet, dass die bulgarische Nationalbank die Korporatiwna Targowska Banka auflösen werde. Gründe sind Kredite in der Höhe von 1,79 Mrd. Euro, über die es keinerlei Unterlagen gibt.
Nachdem die Nationalbank an einem Wochenende die Idee der Schließung im Rahmen eines fraglichen Notgesetzes bekannt gegeben hatte, berief der Präsident am 14. Juli 2014 die Regierung, Parteien, Notenbank und Generalstaatsanwalt zu sich. Die Nationalbank geriet in Bulgarien in starke Kritik und der Entschluss fand auch unter den Politikern keinen Konsens. Man einigte sich für eine EU-Bankenaufsicht der Nationalbank und internationalen Audit, während die Corporate Commercial Bank bis zu weitere 3 Monate unter besonderer Aufsicht durch die Nationalbank bleiben wird. Viele Fragen zu den Aktiva und ob überhaupt eine Insolvenz bestehe, seien nicht geklärt. Bulgarischen Medien zufolge ergab die Wirtschaftsprüfung bei der Bank ein sehr viel komplexeres Bild, als es die Präsentation von Notenbankgouverneur Iskrow vergangenen Freitag glauben machte. Bankexperten in Sofia erklärten, dass die Minderheitsaktionäre – der Staat Oman und die russische Bank VTB – zuvor nicht zum Zug kommen konnten. Der Oman will gegen die Notenbank und Bulgarien klagen.

## Aktionäre
Im Jahr 2009 wurde 30 % ihres Kapitals von einer Tochtergesellschaft des Staatsfonds des Sultanats Oman, der „Bulgarian Acquisition Company II, Luxembourg“ erworben. 2010 erwarb eine Tochtergesellschaft der „Generali“-Gruppe, die „Fata Asicurazioni Danni S.p.A и Fata Vita S.p.A“, Minderheitsanteile der Corporate Commercial Bank AD.
2013 wurden 9,9 % der Anteile von der russischen Gesellschaft „VTB Capital“ erworben.

## Marktanteile
Nach Angaben der Balgarska Narodna Banka nahm im Juni 2013 die Korporatiwna Targowska Banka im Vergleich zu anderen Banken Bulgariens den fünften Rang in Bezug auf die Höhe der Aktiva ein.
Seit Ende November 2013 konnte die Bank auf den vierten Platz, in Höhe der Aktiva der Banken Bulgariens aufsteigen. Die Korporatiwna Targowska Banka trägt den dritten Rang in den erwirtschafteten Gewinnen und den ersten Rang in der Zunahme der Einlagen.
Anfang 2014 unterzeichnete die Bank eine Vereinbarung mit der französischen Credit Agricole SA zum Erwerb von 100 % der Anteile ihrer bulgarischen Tochtergesellschaft Credit Agricole Bulgaria EAD. Die Akquisition wird nach Erhalt der erforderlichen Genehmigungen von der zuständigen Regulierungsbehörde voraussichtlich 2014[veraltet] abgeschlossen sein.

## Unternehmensleitung
Die Unternehmensleitung der Bank wird durch den Vorstand implementiert, der einer Kontrolle durch den Aufsichtsrat unterstellt ist.
Die Mitglieder des Aufsichtsrats der Korporatiwna Targowska Banka sind (Stand 2013):
- Zwetan Wassilew – Vorsitzender des Aufsichtsrats
- Zlatozar Sourlekow – Mitglied des Aufsichtsrats
- Abdul Salam Mohamed Abdullah Al Murshidi – Mitglied des Aufsichtsrats
- Faisal Amur Mohamed Al Riyami – Mitglied des Aufsichtsrats
- Lyubomir Denev – Mitglied des Aufsichtsrats

Die Mitglieder des Vorstands der Korporatiwna Targowska Banka sind (Stand 2013):
- Orlin Rusev – Vorsitzender des Vorstands, Geschäftsführer
- Ilian Zafirov – Mitglied des Vorstands, Geschäftsführer
- Georgi Hristov – Mitglied des Vorstands, Geschäftsführer
- Alexander Pantaleev – Mitglied des Vorstands, Geschäftsführer

## Filialnetz
2013 verfügte die Bank über Niederlassungen in 32 Städten in Bulgarien. Zu den größeren Städten, in denen die Bank Kunden betreut, zählen Blagoewgrad, Burgas, Gabrowo, Haskowo, Plewen, Plowdiw, Ruse, Sofia, Stara Zagora und Warna.

## Korrespondenten-Netzwerk
Die Korporatiwna Targowska Banka AD unterhält Korrespondenten-Konten in unterschiedlichen Währungen bei den Banken Credit Suisse (Zürich), Commerzbank AG (Frankfurt am Main), Raiffeisen Bank International AG (Wien), Danske Bank A/S (Kopenhagen), Citibank NA (New York).

## Hauptniederlassung
Die Unternehmenszentrale der Bank befindet sich in der Graf-Ignatiew-Straße 10 in Sofia / Bulgarien. Das Gebäude verfügt über eine interessante Historie, da sich dort im 19. Jahrhundert und Anfang des 20. Jahrhunderts auch der Sitz der „Bulgarischen Handelsbank“ – der damals größten Bank mit lokalem und privatem Kapital befand. An deren Leitung beteiligte sich der bekannteste bulgarische Bankier Atanas Burow, dessen originales Büro die Besucher der Hauptniederlassung der Korporatiwna Targowska Banka noch heute sehen können. Die Architekten, die das Haus im Jahr 1921 projektierten, waren Georgi Fingow, Dimo Nichev und Nicola Jurukov des bekannten Architekturbüros „Fingow, Nichev und Apostolov“. Das Haus wurde im neobarocken Stil, der typisch für die Bauweise des frühen 20. Jahrhunderts war, entworfen.
1978 wurde das Gebäude zum Kulturdenkmal Bulgariens erklärt.

## Verweise